# Sturm und Drang (Band)

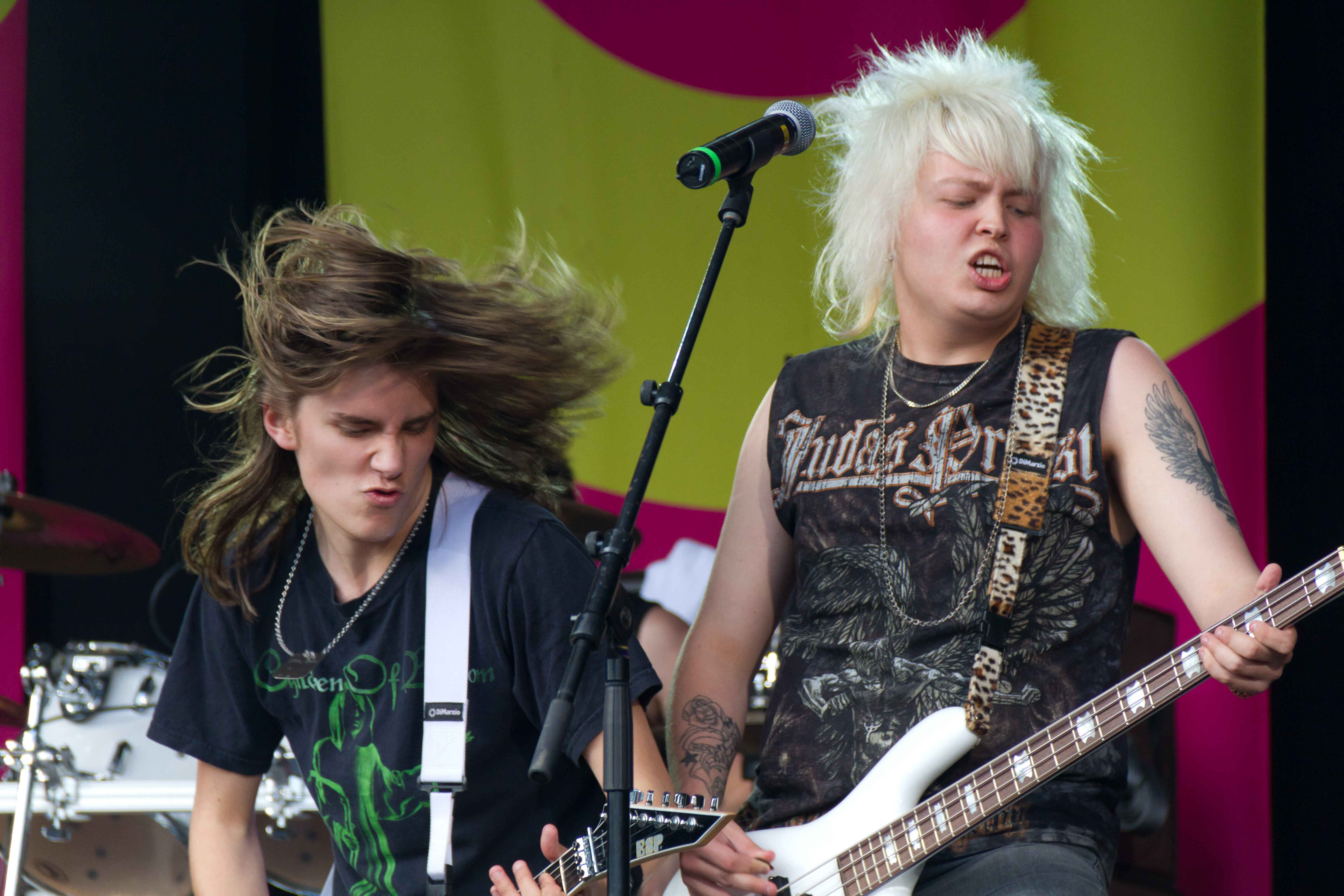
Sturm und Drang, 2011

Sturm und Drang ist eine Heavy-Metal-/Hard-Rock-Band aus Vaasa (Finnland).

## Geschichte
Die Band wurde 2004 gegründet, als sich André Linman und Henrik Kurkiala auf dem Heimweg von einem Judas-Priest-Konzert befanden. Kurkialas Vater schlug den Bandnamen vor, der sich auf die gleichnamige Epoche der deutschen Literatur des 18. Jahrhunderts bezieht. Nach kurzer Zeit schlossen sich der Keyboarder Jesper Welroos und der Schlagzeuger Carl Peter Fahllund an. Die ersten Proben fanden im Keller von Fahllunds Elternhaus statt. Nach den ersten Konzerten beschlossen die Musiker, einen zweiten Gitarristen aufzunehmen. Alexander Ivars komplettierte schließlich die Besetzung.
Ein Jahr später nahm die Band das Demo Rising Son auf. Das Demo schickten sie an die Plattenfirma Helsinki Music Company (HMC). Deren Besitzer nahm die Musiker aufgrund ihres jugendlichen Alters – zu diesem Zeitpunkt waren sie 12 respektive 13 Jahre alt – zunächst nicht ernst. Er änderte seine Meinung, nachdem er die Band im Vorprogramm der Hellacopters sah. Beeindruckt gab er ihnen einen Vertrag.
Das Debütalbum Learning to Rock wurde am 30. Mai 2007 in Finnland und am 2. Juni 2007 im restlichen Nordeuropa veröffentlicht. Es stieg auf Platz drei der finnischen Albumcharts ein und hielt sich fünf Wochen in den Top 10. Die vorab ausgekoppelte Single Rising Son erreichte ebenfalls Platz drei der finnischen Singlecharts.
Im restlichen Europa wurde das Album am 17. August 2007 via GUN Records veröffentlicht.
Vom 21. Oktober bis 11. November 2007 waren sie als Vorgruppe von Apocalyptica auf Europatour.
Sturm und Drang wurde am 8. März 2008 mit einer Emma in der Kategorie Beste neue Band ausgezeichnet.
Im Februar 2010 trennten sie sich von Bassist Henrik Kurkiala. Seine Stelle nahm Joel Wendlin ein.
Ab 2011 hat Alexander Ivars auch die Band verlassen. Sein Ersatz ist Jani Kuoppamaa, der zuvor für Ivars aufgetreten war, als dieser verhindert war.

## Diskografie

### Alben
- 2007: Learning to Rock
- 2008: Rock ’n Roll Children
- 2012: Graduation Day

### Singles
- 2007: Rising Son
- 2007: Indian
- 2008: Break Away
- 2008: A Million Nights
- 2012: Molly the Murderer
- 2012: Goddamn Liar

### Demos
- 2005: Rising Son